# This Time Around
〈This Time Around〉는 미국의 가수 마이클 잭슨이 아홉 번째 스튜디오 음반 《HIStory: Past, Present and Future, Book I》에 수록된 곡으로 래퍼 노토리어스 B.I.G.의 게스트 참여로 미국에서 프로모션 싱글로 발매되었으며, 음반 전체 네 번째 싱글이다. 유명해지고 스타덤에 대처하는 것에 대한 음악가의 문제를 상세히 설명하는 이 노래는 잭슨이 작사했고, 음악은 댈러스 오스틴, 브루스 스위디언, 르네 무어가 작곡했다. 댈러스 오스틴과 마이클 잭슨이 프로듀싱을 맡았고, 브루스 스위디언과 르네 무어가 공동 프로듀서를 맡았다. 미국에서 〈This Time Around〉는 미국 전역에서 라디오 방송만으로 차트에 올랐으며 댄스 뮤직/클럽 플레이 싱글, 핫 R&B/힙합 에어플레이, 리듬 톱 40에서 각각 18, 23, 36위로 정점을 찍었다. 그것은 현대 음악 비평가들로부터 긍정적인 평가를 받았다.

## 배경 및 구성
마이클 잭슨이 작사, 댈러스 오스틴, 브루스 스위디언, 르네 무어가 작곡했다. 〈This Time Around〉는 잭슨의 노래로 래퍼 노토리어스 B.I.G., 오스틴과 잭슨이 프로듀싱을 맡았고, 스위디언과 무어가 공동 프로듀싱을 맡았다. 이 음반은 1994년과 1995년에 잭슨의 아홉 번째 스튜디오 음반 《HIStory: Past, Present and Future, Book I》를 위해 두 개의 디스크 세트로 1995년에 발매되었다.
〈This Time Around〉는 일반적인 시간으로 쓰여졌고, D단조의 키로 연주되었다. 그 트랙의 템포는 분당 106비트이다. 이 트랙은 코드 진행으로 Dm11-Dm9의 기본 시퀀스를 가지고 있다. 이 곡의 가사는 마이클과 빅기가 유명해지고 스타덤에 대처하는 것에 대한 문제들을 다루고 있으며, 노래 내내 잭슨은 빅기가 자신의 문제들을 비교하고 잭슨에게 동정을 표하면서 자신이 억울한 누명을 썼다고 주장한다. 1995년 12월 26일, 에픽 레코드는 이 트랙을 미국에서만 홍보 싱글로 발매했다. 이 프로모션은 세 가지 버전으로 포맷되었는데, 이 버전은 노래만 포함된 독립형 CD 싱글, 리믹스가 포함된 12인치 싱글, 맥시 싱글로 구성되었다.

## 곡 목록
미국 CD 프로모
1. "This Time Around" – 4:21
2. "Earth Song (Radio Edit)" – 4:58
3. "Earth Song" – 6:46

미국 12인치 프로모
1. "This Time Around (Dallas Main Extended Mix)" – 7:15
2. "This Time Around (Maurice's Hip Hop Around Mix)" – 4:25
3. "This Time Around (Maurice's Hip Hop Around Mix w/o Rap)" – 4:25
4. "This Time Around (Dallas Main Mix)" – 6:40
5. "This Time Around (Album Instrumental)" – 4:12